# Каналья (фильм)
«Каналья» (польск.: Kanalia) — польский фильм 1990 года (на экран вышел в 1992 году) режиссёра Томаша Вишневски.

## Сюжет
1905 год,, Лодзь, Царство Польское. Верт — молодой командир боевого отряда ППС, после подавления революции ему удаётся сбежать в Германию.
Российский следователь охранки — Егор Потапович Егоров, упустивший Верта, расплачивается за это понижением в должности до обычного пристава. Он хочет реабилитироваться, но в то же время жаждет встречи с личным врагом, к которому приобрел особое эмоциональное отношение.
Через три года поисков Егоров заманивает Верта обратно в Лодзь. Вопреки приказу начальства он не собирается его ликвидировать, а хочет его запугать, унизить и сломать. Он начинает причудливую игру с «канальей» — своим любимым врагом. И это происходит в первую очередь в психологической плоскости. Егоров рассматривает это прежде всего как интеллектуальную конфронтацию. Его отличает способность быстро мыслить, он умён, поведение противников он анализирует главным образом на предмет черт их характера. Он знает, что проиграет тот, кто окажется менее психологически устойчивым. Лично он глубоко переживает «игровой процесс» и радуется, когда его «каналье» удаётся ускользнуть из-под последнего смертельного удара.

## В ролях
В главных ролях:
- Адам Ференцы — Егор Потапович Егоров
- Пётр Сивкевич — Верт
- Иоанна Тшепециньская — Тамара
- Богуслав Линда — Збых

В остальных ролях:
- Кшиштоф Кершновский — Сыкстус Бучыньский
- Тадеуш Шимкув — Гриша, человек Егорова
- Рышард Котыс — Ефим, человек Егорова
- Эугениуш Привезенцев — провокатор
- Дарюш Сятковский — лейтенант Калинка
- Леон Немчик — шеф Верта в Германии
- Михал Тарковский — «Пигуля»
- Чеслав Ногацкий — «Кусы»
- Рышард Рончевский — полицмейстер
- Анджей Шенайх — военный врач
- Марцель Шитенхельм — любовник Тамары
- Малгожата Богданьская — жена Сыкстуса
- Хенрик Боуколовский — квартирант
- Богуслав Сохнацкий — привратник
- Влодимеж Мусял — привратник
- Хенрик Биста — парикмахер
- Гжегож Хероминьский — чиновник
- Ян Павел Крук — фотограф
- Станислав Мариан Каминьский — коммерсант

## Награды
Фестиваль польских художественных фильмов (1991):
- Приз за главную мужскую роль актёру Адаму Ференцы;
- Специальный приз жюри актёру Богуславу Линде;
- Номинация в категории «Лучшая сценография»;
- Номинация в категории: «Лучший режиссерский дебют».